# Калошино (Московская область)
Калошино — деревня в Сергиево-Посадском районе Московской области России, входит в состав сельского поселения Селковское.

## Население
| 1835 | 1850 | 1857 | 1859 | 1895 | 1905 | 1926 | 2002 |
| ---- | ---- | ---- | ---- | ---- | ---- | ---- | ---- |
| 213  | ↘209 | ↗221 | ↘211 | ↗245 | ↘226 | ↗256 | ↘28  |
| 2006 | 2010 |      |      |      |      |      |      |
| ↗30  | ↘22  |      |      |      |      |      |      |

## География
Деревня Калошино расположена на севере Московской области, в северной части Сергиево-Посадского района, примерно в 89 км к северу от Московской кольцевой автодороги и 40 км к северу от станции Сергиев Посад Ярославского направления Московской железной дороги, в междуречье Дубны и впадающей в неё Сулати.
В 4,5 км к востоку от деревни проходит автодорога Р104, в 29 км западнее — автодорога Р112, в 27 км юго-западнее — Московское большое кольцо А108. Ближайшие населённые пункты — село Заболотье, деревни Замостье и Скорынино.

## История
В «Списке населённых мест» 1862 года — владельческая деревня 2-го стана Переяславского уезда Владимирской губернии по левую сторону Углицкого просёлочного тракта, от границы Александровского уезда к Калязинскому, в 56 верстах от уездного города и 42 верстах от становой квартиры, при колодце, с 24 дворами и 211 жителями (91 мужчина, 120 женщин).
По данным на 1895 год — деревня Федорцевской волости Переяславского уезда с 245 жителями (115 мужчин, 130 женщин). Основным промыслом населения являлось хлебопашество, 28 человек уезжали в качестве красильщиков по бумаге, шерсти и шёлку на отхожий промысел в Москву и Московскую губернию.
По материалам Всесоюзной переписи населения 1926 года — деревня Заболотьевского сельсовета Федорцевской волости Сергиевского уезда Московской губернии в 13 км от Угличско-Сергиевского шоссе и 45 км от станции Сергиево Северной железной дороги; проживало 256 человек (111 мужчин, 145 женщин), насчитывалось 55 крестьянских хозяйств.
С 1929 года — населённый пункт Московской области в составе:
- Калошинского сельсовета Константиновского района (1929—1939)[13],
- Заболотьевского сельсовета Константиновского района (1939—1957)[14],
- Заболотьевского сельсовета Загорского района (1957—1959)[15],
- Веригинского сельсовета Загорского района (1959—1963, 1965—1991)[15][16][17],
- Веригинского сельсовета Мытищинского укрупнённого сельского района (1963—1965)[17][18],
- Веригинского сельсовета Сергиево-Посадского района (1991—1994)[18],
- Веригинского сельского округа Сергиево-Посадского района (1994—2006)[19],
- сельского поселения Селковское Сергиево-Посадского района (2006 — н. в.)[20][21].